# 文殊寺 (太原市)
文殊寺，位于山西省太原市杏花岭区鼓楼街道东仓巷社区城坊东街8号，介于城坊东街和东仓巷之间。
太原文殊寺原本服务于去文殊菩萨道场五台山朝拜的僧人、香客。明晋王朱棡曾重修文殊寺。文殊寺原有四进，规模宏大，从东仓巷一直延展到城坊东街，面积近万平方米。民国以后，寺庙地盘部分被晋兴出版社占用，1949年以后，文殊寺改为太原印刷厂，殿宇也改造成印刷厂的职工宿舍。原有的清代建筑，现仅存山门、二门、文殊过殿和5棵古槐树。现在修复19座建筑，其中包括7座主要殿宇（天王殿、文殊殿、伽蓝殿、祖师殿、普贤殿、观音殿和大雄宝殿）。

## 保护
2011年12月31日，文殊寺公布为第三批太原市文物保护单位。